# 泥町
泥町（どろまち）は、愛知県名古屋市西区の地名。

## 地理
東は深井町、西は江川、南は上中町、北は五平蔵町に接する。

## 歴史

### 町名の由来
当地が冬季の霜解けの頃、よくぬかるむことから泥町と通称したという説があるが未詳。また、『金鱗九十九之塵』によれば、かつて清洲に同名の地名があったが、清洲越しにより移転したかどうかはわからないという。

### 沿革
- 1876年（明治9年） - 六軒町・天神ノ町を編入する[3]。
- 1878年（明治11年）12月20日 - 名古屋区編入に伴い、同区泥町となる[3]。
- 1889年（明治22年）10月1日 - 名古屋市成立に伴い、同市泥町となる[3]。
- 1908年（明治41年）4月1日 - 西区成立に伴い、同区泥町となる[3]
- 1980年（昭和55年）10月12日 - 西区城西四丁目・城西五丁目にそれぞれ編入され消滅[3]。